# Харолд Годуинсън
Харолд Годуинсън (на английски: Harold Godwinson; ок. 1022 – 14 октомври 1066) е първият английски крал коронован в Уестминстърското абатство и последният англо-саксонски крал на Англия преди Норманското нашествие от 5 януари 1066 до смъртта си в Битката при Хейстингс срещу норманите, водени от Уилям I.

## Могъщ благородник
Бащата на Харолд е Годуин, могъщ граф на Есекс, а майка му е Гита Торкелсдотир, чиито предполагаем брат, Улф Ярл, е зет на Свен I и баща на Свен II Датски. Годуин и Гита имат няколко сина, сред които Харолд, Свен, Гирт и Леофуин Годуинсън и Тостиг и една дъщеря, Едит Уесекска (1020 – 75), съпруга на крал Едуард Изповедника. В резултат на женитбата на сестра си за краля, Харолд е направен граф на Източна Англия през 1045 г.
Харолд придружава баща си, Годуин, в изгнание през 1051 г. в Дъблин и околностите в Ирландия, но му помага да възстанови позицията си една година по-късно. Когато Годуин умира през 1053 г., Харолд го наследява като граф на Уесекс (провинция, покриваща по онова време южната третина от територията на Англия). Това го прави най-силната фигура в кралството след краля. През 1058 г. Харолд става също така граф на Херифъд и замества баща си, като централна фигура на съпротивата срещу норманското влияние в Англия под управлението на Едуард Изповедника, който е прекарал над четвърт век в изгнание в Нормандия.
Харолд си спечелва слава в поредица от походи срещу владетеля на Кралство Гуинед Груфид ап Лиуелин, който е завладял по-голямата част от Уелс. Конфликтът завършва с поражението и смъртта на Груфид (убит от собствените си хора) през 1063 г.
През 1064 г. Харолд претърпява корабокрушение и излиза на брега на Понтио (тогавашна провинция в Северна Франция). Според нормански източници пътуването му е целяло да предаде на Уилям предложение от крал Едуард за трона. Друго обяснение е, че Харолд е търсил освобождението на членове на семейството си, държани като заложници от времето на изгнанието на баща му през 1051 г. Друга версия е, че е бил напът да се срещне със свои съюзници. Според норманите, той е бил отнесен от вятъра извън курса си и е бил пленен от граф Ги I де Понтио. Скоро пристига Уилям Нормандски и нарежда на Ги да му предаде Харолд. Източник на тази информация са писанията на Гийом де Поатие, чиято истинност е поставена под съмнение. Харолд придружава Уилям в битка срещу херцогът на Бретан Конан II. Докато преминава в Бретан покрай укрепеното абатство Мон Сен Мишел Харолд спасява двама от войниците на Уилям от плаващи пясъци. Те гонят Конан от Дол де Бретан през Рен до Динан, където той предава ключовете на крепостта под заплаха с върха на копие. Уилям подарява на Харолд оръжия и го удостоява с рицарско звание. Гобленът от Байо и други нормански източници твърдят, че Харолд тогава се е заклел пред свети мощи да подкрепя претенцията на Уилям към английския престол.
Летописецът Ордерик Виталис пише:
| „ | Този англичанин беше много висок и хубав, забележителен с физическата си сила, смелостта и красноречието си, уместните му шеги и храбри деяния. Но какво са тези дарби без чест, която е коренът на всичко добро? | “ |

По това време Уилям се счита за наследник на бездетния Едуард, но единствените източници за това са нормански, написани след Норманското нашествие. Английски източници от същия период като Англосаксонската хроника не споменават нищо по този въпрос, а наричат Едгар, син на Едуард Изгнаника с названието Етелинг (Ætheling) или принц-наследник.
Поради несправедливо удвояване на данъците от Тостиг Годуинсън, което заплашва да хвърли Англия в гражданска война, Харолд подкрепя бунтовници от Нортъмбрия срещу него и го заменя с графа на Нортъмбрия Моркар. Това укрепва позицията му като наследник на Едуард, но разделя собственото му семейство, като брат му Тостиг се съюзява с краля на Норвегия Харалд Хардрада.

## Царуване

### Възкачване на престола
Когато Едуард Изповедник умира на 5 януари 1066 г. Едгар Етелинг е считан за твърде млад за крал. Едуард Изповедникът посочва към Харолд на смъртното си легло. Това е възприето от другите благородници като знак за избор на наследник от страна на Едуард. На 5 януари събранието на водещите благородници витенагемот одобрява коронацията му, която се състои на следващия ден. Това е първата коронация в Уестминстърското абатство. Щом научава за коронацията на Харолд, Уилям Нормандски започва планове за нашествие в Англия и строежа на 700 кораба в Див-сюр-Мер на брега на Нормандия. Първоначално Уилям не получава подкрепа за похода си, но след като твърди, че Харолд му се е заклел във вярност след корабокрушението си при Понтио получава благословията на църквата и благородници се стичат към неговата кауза. Харолд събира войските си на остров Уайт, но поради неблагоприятни ветрове флотът на Уилям остава на норманския бряг. С провизиите на изчерпване, Харолд разпуска армията си на 8 септември и се връща в Лондон. В същия ден Харалд Хардрада, също претендент за английския трон, се присъединява към Тостиг и акостира с флота си до устието на р. Тайн.

### Битка при Стамфорд Бридж
В Битката при Фулфърд близо до Йорк на 20 септември Харалд и Тостиг побеждават графовете Едуин от Мърсия и Моркар от Нортъмбрия. Харолд Годуинсън повежда армията си в ускорен марш на север и за 4 дни прекосява разстоянието и изненадва Хардрада.
В Битката при Стамфорд Бридж на 25 септември Хардрада и Тостиг са убити, а армията им е разгромена. Според исландският летописец Снори Стурлусон (1178 – 1241) преди битката английски ездач се приближава до Хардрада и Тостиг и предлага на Тостиг графската му титла, ако се отвърне от Хардрада. Когато Тостиг пита какво ще получи Хардрада, отговорът е, че ще получи седем фута земя (2.1 м), защото е по-висок от други хора. Харалд Хардрада е впечатлен от ездача и пита Тостиг за името му. Отговорът на Тостиг е, че ездачът е бил Харолд Годуинсън.

### Битка при Хейстингс
Гийом събира силите си в Сен Валери сюр Сом и се подготвя да прекоси Ла Манша на 12 август, но прекосяването е забавено според официалната норманска версия от неблагоприятно време, а вероятно за да се избегне силният англо-саксонски флот. Според историците забавянето му може да се дължи на получена информация за плановете на Хардрада и желанието му да се възползва от случая. Възможно е също да е имало заговор между Хардрада и Гийом. На 27 септември норманската флота най-сетне се отправя към Англия и акостира на следващия ден с около 7000 мъже в Певънси на брега на Източен Съсекс. Харолд сега е принуден да заповяда на армията си да измине 386 км на юг, за да пресрещне Уилям. Харолд разполага армията си зад набързо направени насипни укрепления при Хейстингс. Двете армии се сблъскват близо до Хейстингс на 14 октомври. След деветчасов тежък бой и близо до победата, Харолд е убит, а армията му разгромена. Според гоблена от Байо Харолд е убит със стрела в окото, но не е ясно дали тази сцена (над която е изписано името му) от гоблена от Байо изобразява Харолд и дали фигурата на стъпкван от коне човек не е всъщност на Харолд или се има предвид някой хускарл от армията на Англия. Такава гибел се приписва според тогавашна традиция на клетвоотцепниците и следователно е вероятно това да е норманска пропаганда.
Харолд Годуинсън е убит при близка борба с мечове от 4 нормански нашественици според нормански ръкопис след като англо-саксонската стена от щитове е пробита. Братята му Гирт и Леофуин загиват близо до него. Съпругата му Едит Суанеша е извикана, за да идентифицира тялото, което тя прави по белег, известен само на нея. Тялото на Харолд е погребано в каменен гроб с изглед към брега, а подобаващи погребални ритуали са извършени едва по-късно в църквата Свети Кръст в Уолтъм, която той възстановил през 1060 г.

## Бракове и деца
В продължение на двадесет години Харолд е женен по датски обичай (More danico) за Едит Суанеша (Edyth Swanneck, Edyth Swannesha, Едит Лебедовата шия) и има от нея 5 деца сред които Магнус, Годуин, Едмънд, Гита и Гунхилд. Бракът им е приет от хората, но не и от духовенството, което счита Едит за любовница на Харолд. Децата им обаче не се считат за незаконни. Сред тях е Гита, по-късно съпруга на киевския руски княз Владимир Мономах. Изабела Френска е пряка потомка на Харолд по линия на Гита и така кръвта на Харолд и Едит се връща в английската кралска династия.
Около януари 1066 г. Харолд се жени за Едит (или Елдгит) от Мърсия, дъщеря на графа на Мърсия Елфгар и вдовица на уелския принц Груфид ап Лиуелин. Едит има двама сина – Харолд и Улф (* ноември 1066 г.) – които порастват и двамата и вероятно отиват в изгнание. След потгибелта на съпруга си кралицата бяга при братята си, графа на Мърсия Едуин и графа на Нортъмбрия Моркар, но и двамата въстават срещу Завоевателя и губят земите и живота си. Едит може да е избягала в чужбина.